# Wybory prezydenckie w Iranie w 2005 roku
Wybory prezydenckie w Iranie, których pierwsza tura odbyła się 17 czerwca 2005 roku, druga odbyła się 24 czerwca z udziałem Haszemiego Rafsandżaniego oraz Mahmuda Ahmadineżada. W wyborach o najwyższy urząd w Iranie startowało siedmiu kandydatów. Uprawnionych do oddania głosu było 46 milionów wyborców – kobiet i mężczyzn, przy czym mężczyźni mogą głosować od 15 roku życia.
Urzędujący prezydent Iranu Mohammad Chatami ustąpi ze stanowiska 2 sierpnia 2005 po upływie jego dwóch czteroletnich kadencji.

## I tura wyborów
Przedwyborcze sondaże wskazywały, iż w drugiej turze zmierzą się Rafsandżani oraz Mustafa Moin. Jednak wyniki, które przedstawiło ministerstwo spraw wewnętrznych, na drugim miejscu znalazł się Mahmud Ahmadineżad, a na trzeciej lokacie Mehdi Karrubi. Do głosowania poszło 29.317.042 uprawnionych do oddania głosu (frekwencja wyniosła 62,66%). Publiczna telewizja irańska podała, że głosowanie zostało przedłużone o dwie godziny w związku z wysoką frekwencją, której władze się nie spodziewały.

### Wyniki pierwszej tury
| Kandydat na prezydenta        | Głosy         | Głosy  |
| Kandydat na prezydenta        | Liczba głosów | %      |
| ----------------------------- | ------------- | ------ |
| Ali Akbar Haszemi Rafsandżani | 6.159.453     | 21,01% |
| Mahmud Ahmadineżad            | 5.710.354     | 19,48% |
| Mehdi Karrubi                 | 5.066.316     | 17,28% |
| Mohammad Baqer Ghalibaf       | 4.075.189     | 13,90% |
| Mustafa Moin                  | 4.054.304     | 13,83% |
| Ali Laridżani                 | 1.740.163     | 5,94%  |
| Mohsen Mehralizade            | 1.289.323     | 4,40%  |
| Głosy nieważne                | 1.221.940     | 4,17%  |
| Razem                         | 29.317.042    | 100%   |

### Kontrowersje
Zaskoczony wynikami reformatorski kandydat Mehdi Karrubi, który zajął trzecie miejsce, zarzucił Mahmudowi Ahmadineżadowi kupowanie głosów, oraz jak stwierdził ma dowody na fakt głosowania po kilka razy zwolenników swojego rywala. Karroubi oskarżył Ahmadineżada o sfałszowanie wyborów. Wezwał również najwyższego duchownego Iranu Ajatollaha Chamenei do reakcji, którą miałoby być utworzenia specjalnej komisji, która zbadałaby przebieg głosowania i liczenia głosów. Komisja miałaby być nadzorowana przez ministerstwo spraw wewnętrznych.

## II tura wyborów
Druga tura wyborów odbyła się 24 czerwca 2005 roku. Według wyników przedstawionych przez ministerstwo spraw wewnętrznych Iranu, wygrał ją były burmistrz Teheranu Mahmud Ahmadineżad. Po przeliczeniu głosów, Ahmadineżad uzyskał ponad 61% poparcie. 
Wynik wyborów został skrytykowany przez Stany Zjednoczone, które stwierdziły, że Iran nie podąża drogą demokracji.

### Wyniki drugiej tury
| Kandydat na prezydenta        | Głosy         | Głosy  |
| Kandydat na prezydenta        | Liczba głosów | %      |
| ----------------------------- | ------------- | ------ |
| Mahmud Ahmadineżad            | 17.284.782    | 61,69% |
| Ali Akbar Haszemi Rafsandżani | 10.046.701    | 35,93% |
| Głosy nieważne                | 663.770       | 2,37%  |
| Razem                         | 27.959.253    | 100%   |

Frekwencja wyniosła 59,6%